# Mercado central de Florencia
El Mercado central de Florencia (en italiano: Mercato Centrale di Firenze; también llamado Mercato di San Lorenzo o Mercado de San Lorenzo) es un espacio comercial en Florencia que se encuentra entre la vía dell'Ariento, vía de Sant'Antonino, vía de Panicale y la Piazza del Mercato Centrale (plaza del mercado central). Es uno de los resultados de la época del Risanamento, el período en que Florencia fue la capital de Italia a finales del siglo XIX. La inauguración tuvo lugar en 1874 con la Exposición Internacional de Agricultura.
Con el crecimiento de la población y la destrucción del viejo mercado para dar paso a la Plaza de la República, el mercado en la Loggia del Porcellino, ya no era suficiente para la ciudad por lo que se planificaron 3 espacios cubiertos: San Lorenzo, el mercado de San Ambrosio, y un tercero en San Frediano, éste jamás se hizo. 
En 2011 un ataque armado ocurrido en el mercado, que resultó en la muerte de dos comerciantes del lugar y heridas a otros tres.